# Phoradendron ernstianum
Phoradendron ernstianum là một loài thực vật có hoa trong họ Santalaceae. Loài này được Pacz. miêu tả khoa học đầu tiên năm 1911.